# Svetlana Ražnatović

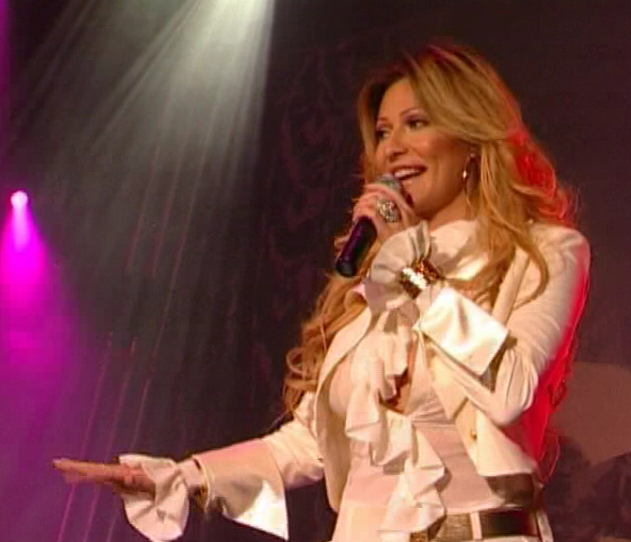
Ceca (2006)

Svetlana Ražnatović (Servisch: Светлана Цеца Ражнатовић), geboren Veličković (Žitorađa, 14 juni 1973), is een succesvolle Servische zangeres. Zij is beter bekend als Ceca (Servisch: Цеца). Zij is de weduwe van de Servisch militaire commandant Željko Ražnatović, ook bekend als Arkan.

## Carrière
Haar eerste optreden was toen ze negen jaar was in haar geboortedorp Žitorađa. Toen ze op haar dertiende in een hotel aan de Joegoslavische zeekust in Montenegro zong, waar ze destijds met haar ouders op vakantie was, werd ze ontdekt door Mirko Kodić (zanger en harmonicaspeler). Hij heeft haar geholpen om haar eerste plaat op te nemen. Haar debuut Cvetak zanovetak werd uitgebracht in 1988.
De stijl van haar eerste vier platen laat zich het beste kenmerken als folk in een modern jasje. Daarna schakelde zij over op turbo-folk, een stijl die in de tweede helft van de jaren 90 met name in Joegoslavië bijzonder populair was. Haar single Nevaljala stond in 1997 zeventien weken aan de top van de hitlijst.
Haar album Idealno loša ("Ideaal slecht"), uitgebracht in 2006, werd goed ontvangen op de Balkan. Zij scoorde hiermee grote hits, vooral met de nummers Lepi grome moj ("Mijn mooie storm") en Žuto pile ("Geel kuikentje"). In juni 2006 gaf Ceca in Belgrado een concert waarbij meer dan 110.000 bezoekers aanwezig waren. Haar concerten zijn bekend om het enorme aantal bezoekers, die uit de hele Balkanregio toestromen.

## Privé
In 1995 trouwde ze met Željko Ražnatović, beter bekend als Arkan, leider van de Servische paramilitaire Arkans Tijgers. Het huwelijk werd in de hele Joegoslavische media breed uitgemeten. Er werd een dvd uitgebracht waarin de gehele bruiloft te zien was. Ceca werd al snel moeder van twee kinderen. Arkan werd in 2000 in hotel Intercontinental in Belgrado doodgeschoten.

## Discografie (studioalbums)
- Cvetak zanovetak (1988)
- Ludo srce (1989)
- Pustite me da ga vidim (1990)
- Babaroga (1991)
- Šta je to u tvojim venama (1993)
- Ja još spavam u tvojoj majici (1994)
- Fatalna ljubav (1995)
- Emotivna luda (1996)
- Maskarada (1997)
- Ceca 2000 (1999)
- Decenija (2001)
- Gore od ljubavi (2004)
- Idealno loša (2006)
- Ljubav živi (2011)
- Poziv (2013)
- Autogram (2016)

- Gemeinsame Normdatei: 123055350
- International Standard Name Identifier: 0000 0001 1443 7658
- Library of Congress Control Number: n2005088102
- MusicBrainz: 95e97643-3195-4d8f-b3e8-baeaeabcb79a
- Nationale Bibliotheek van Tsjechië: jx20061016009
- Virtual International Authority File: 51101693
- WorldCat: E39PBJcwFHVvvV89prbyMJqPcP